# Moose Lake
Moose Lake és una població dels Estats Units a l'estat de Minnesota. Segons el cens del 2000 tenia 2.239 habitants.

## Demografia
Segons el cens del 2000, Moose Lake tenia 2.239 habitants, 577 habitatges, i 294 famílies. La densitat de població era de 313,2 habitants per km².
Dels 577 habitatges en un 25,1% hi vivien nens de menys de 18 anys, en un 38,5% hi vivien parelles casades, en un 9,7% dones solteres, i en un 49% no eren unitats familiars. En el 46,3% dels habitatges hi vivien persones soles el 29,8% de les quals corresponia a persones de 65 anys o més que vivien soles. El nombre mitjà de persones vivint en cada habitatge era de 2,03 i el nombre mitjà de persones que vivien en cada família era de 2,88.
Per edats la població es repartia de la següent manera: un 12,6% tenia menys de 18 anys, un 13,7% entre 18 i 24, un 38,4% entre 25 i 44, un 17,3% de 45 a 60 i un 18% 65 anys o més.
L'edat mediana era de 37 anys. Per cada 100 dones de 18 o més anys hi havia 227,1 homes.
La renda mediana per habitatge era de 27.130 $ i la renda mediana per família de 37.917 $. Els homes tenien una renda mediana de 31.641 $ mentre que les dones 24.167 $. La renda per capita de la població era de 14.128 $. Entorn del 5% de les famílies i el 10,1% de la població estaven per davall del llindar de pobresa.

## Poblacions properes
El següent diagrama mostra les poblacions més properes.